# Leopoldo O'Donnell
Leopoldo O'Donnell y Jorris, 1. vévoda z Tetuánu (12. ledna 1809 Santa Cruz de Tenerife – 5. listopadu 1867 Biarritz) byl španělský generál, grand a politik. Premiér Španělska v letech 1856, 1858–1863 a 1865–1866. Celkem strávil v nejvyšší exekutivní funkci 5 let a 180 dní. Držel i řadu dalších vládních funkcí: ministr zahraničí, ministr války, ministr námořnictva. V letech 1843–1848 byl guvernérem Kuby.

## Život
Narodil se na Kanárských ostrovech. Jeho otec byl irského původu, byl potomkem irských emigrantů po bitvě u Boyne. O'Donnell byl silným podporovatelem liberálních Cristinů v první karlistické válce. Podporoval též regentství Marie Kristýny během 30. let 19. století. Když se v roce 1840 chopil moci generál Baldomero Espartero, O'Donnell odešel do exilu stejně jako Marie Kristýna. Byl zapojen do pokusu svrhnout Espartera v roce 1841. Když vzbouřenci roku 1843 konečně uspěli, byl O'Donnell poslán na Kubu jako generální guvernér. Zde byl v roce 1844 zodpovědný za masakr známý jako "La Escalera". Tisíce otroků na Kubě byly tehdy uvězněny v žalářích, mučeny a popraveny.
Po návratu z Kuby se zapojil do španělské politiky. Od roku 1854 působil jako ministr války ve vládě dávného nepřítele Espartera. Tato vláda čelila mimořádné krizi. Krymská válka způsobila zvýšení cen obilí v důsledku ruské blokády, což způsobilo hladomor v Galicii. Nejen tam, ale v celém Španělsku se roku 1856 rychle rozšířily nepokoje. Generál O'Donnell zasáhl silou a pochodoval na Madrid. Espartero se poté vzdal moci v jeho prospěch a královna Isabela II. ho požádala, aby vytvořil vlastní vládu.
O'Donnell v roce 1858 vytvořil stranu Liberální unie (Unión Liberal). Spojovala pokrokářské, umírněné a karlistické frakce. V ekonomice obhajovala laissez-faire a měla určité antiklerikální rysy, prosazovala konfiskaci církevní půdy.
V roce 1860, během svého druhého premiérského mandátu, si krátce odskočil na bojiště. Velel španělské armádě v bitvě u Tétuánu a v bitvě u Wad Ras během španělsko-marocké války. Za své úspěchy v tažení byl odměněn titulem vévoda z Tetuánu. Roku 1861 se rovněž rozhodl pro intervenci v Mexiku.
Jeho poslední vláda usilovně pracovala na přilákání zahraničních investic do španělské železniční infrastruktury. Nepodařilo se jí však dosáhnout většího hospodářského růstu. Podpořila nicméně průmyslový rozvoj v Baskicku a Katalánsku. V závěru své politické kariéry byl O'Donnell zastáncem agresivnější imperiální politiky, jejímž hlavním cílem bylo rozšířit španělské území v Africe, čímž chtěl reagovat na francouzské koloniální úspěchy tamtéž.
V roce 1866 potlačil vzpouru vedenou generálem Juanem Primem. Rozpoutal poté represe, které znechutily královnu, takže ho 11. července 1866 zbavila funkce ministerského předsedy. Jeho smrt krátce poté připravila Isabelu II. o jednoho z nejdůležitějších spojenců. Nikoli náhodou byla zbavena trůnu nedlouho poté.